# عشق تو (ترانه نیکی میناژ)
«عشق تو» (انگلیسی: Your Love) یک ترانه از خواننده رپ آمریکایی نیکی میناژ است. ترانه در ۱ ژوئن ۲۰۱۰ به‌عنوان نخستین تک‌آهنگ جمعه صورتی (۲۰۱۰) توسط یانگ مانی انترتینمنت و کش مانی رکوردز منتشر شد. این ترانه به رتبه ۱۴ در ۱۰۰ آهنگ داغ بیلبورد ایالات متحده رسید.